# Golfo di Girolata
Il Golfo di Girolata (in corso golfu di Ghjrolata) si trova all'estremità della penisola di Osani e del capo omonimo, presso l'omonima località sulla costa occidentale della Corsica. Insieme al vicino Golfo di Porto, ai Calanchi di Piana e alla Riserva naturale di Scandola è stato inserito, nel 1983, nell'elenco dei Patrimoni dell'umanità dell'UNESCO.
Contornata dell'omonimo capo nei pressi del Comune di Osani, dal quale dipende amministrativamente, è situata Girolata, una minuscola località di pescatori priva di collegamenti stradali e raggiungibile solo attraverso un lungo sentiero escursionistico (occorrono circa due ore di cammino) oppure via mare.
Nel 1540 vi fu sconfitta la flotta del pirata ottomano Dragut, che ne aveva fatto sua base, per opera dell'ammiraglio genovese Giannettino Doria.